# Poecillastra cribraria
Poecillastra cribraria är en svampdjursart som beskrevs av Wilson 1904. Poecillastra cribraria ingår i släktet Poecillastra och familjen Pachastrellidae.
Artens utbredningsområde är havet kring Galapagosöarna. Inga underarter finns listade i Catalogue of Life.